# Summer Camp Island
Summer Camp Island (Campamento de verano en Hispanoamérica y Campamento mágico en España) es una serie animada producida por Cartoon Network por Julia Pott, ex animadora e historiadora/escritora de Adventure Time. Se anunció por primera vez en enero de 2017 y luego se comercializó en diferentes festivales, incluido Sundance.
Se estrenó el 7 de julio de 2018 en Estados Unidos con un maratón de 48 horas que consistió en los primeros 20 episodios de la primera temporada durante todo un fin de semana, tanto en Cartoon Network como en Boomerang. En la San Diego Comic-Con, Julia Pott anunció que el resto de la temporada 1 se estrenaría a finales de 2018 en con otros 20 episodios. En Latinoamérica se estrenó el 12 de agosto de 2018 mientras que en España se estrenó en Boing el 19 de enero de 2019.
Summer Camp Island de Cartoon Network se transmitirá la temporada 4 el 17 de junio de 2021

## Sinopsis
Ubicado en un mundo de animales antropomórficos, Summer Camp Island sigue a dos mejores amigos de la infancia, Oscar, un elefante; y Erizo, un mamífero del mismo nombre, que son dejados en un campamento de verano en medio de una isla. El campamento es protagonista de muchas ocurrencias extrañas como: las consejeras de campamento que son brujas populares, caballos que se transforman en unicornios, tiburones parlanchines, yetis, cabañas embrujadas, notas adhesivas que conducen a otras dimensiones y monstruos entrometidos que viven bajo la cama. Oscar y Erizo deben lidiar con estos eventos fuera de lugar y hacer que su estancia en el campamento valga la pena.

## Personajes

### Principales
- Oscar Peltzer (voz de Elliott Smith (Temporada 1), Asher Bishop (Temporada 2), Antionio Corbo (desde la Temporada 3 en adelante): Es un elefante antropomórfico y el mejor amigo de Erizo. Es alguien optimista y algo abstracto en cuanto a sus pláticas.

- Erizo (voz de Oona Laurence): Es una erizo antropomórfica y la mejor amiga de Oscar.

- Susie McCallister (voz de Julia Pott): Es una gata antropomórfica, una bruja y consejera del campamento. A veces es mala y condescendiente con los campistas. Joanna Lumley es la voz de Susie a los 97 años de edad.

- Alice Fefferman (voz de Charlyne Yi): Es una mamut antropomórfica, una bruja y consejera del campamento. Es la mano derecha de Susie, pero generalmente no es tan mala con los campistas como Susie.

- Betsy Spellman (voz de Nikki Castillo): Es una yegua antropomórfica, una bruja y consejera del campamento. Es la más amable y la más realista de las brujas y no se lleva bien con Susie.

- Max (voz de Ramone Hamilton): Es un murciélago antropomórfico.
- Ramona (voz de Lesley Nicol): Es una oveja bruja antropomórfica quien es la mejor amiga de Susie, además, ellas dos tienen 111 años de más. La única diferencia es que Susie aún se veía joven. Isobel Chinnery y Bella Ramsey son las voces de Ramona de 8 y 15 años, respectivamente.
- Mildred McCallister (voz de Faye Larkin): Es la hermana menor de Susie (2 años de diferencia). Desde el nacimiento tiene una mayor potencial en la magia, pero se le sale ranas de la nada sin control. Isla Ashworth y Georgie Glenn son las voces de Mildred a los 2 años y a los 95 años, respectivamente.

### Secundarios
- Pijama (voz de Naomi Hansen): Es el pijama de Oscar. Cobró vida al llegar a la isla.

- Lucy Thompson (voz de Indie Lemeth): Es un oso hormiguero antropomórfico.

- Pepper Corn (voz de Sam Lavagnino en las Temporadas 1 y 2; Julian Edwards desde la Temporada 4 en adelante): Es un panda antropomórfico, normalmente visto con su manta de seguridad. Tiene una personalidad algo neurótica a veces.

- Oliver (voz de Andre Robinson): Es un perro antropomórfico musicalmente dotado. Es un prodigioso pianista.

- Alexa Mongello (voz de Alexa Nisenson): Es una jirafa antropomórfica. Ella es una atleta en extremo.

- Lem Mongello (voz de Daphne Thomas en las Temporadas 1 y 2; Mattea Quin en la Temporada 4; Mykai-Michelle Harris en las Temporada 5 y 6): Es una jirafa antropomórfica y la hermana menor de Alexa.

- Tiburón (voz de Richard Kind): Es un tiburón que vive en la piscina junto a la cabaña de Oscar.

- Howard (voz de Mike Birbiglia): Es un monstruo gris con gafas que vive en la isla.

- Ava (voz de Fortune Feimster): Es un monstruo blanco con manchas negras que vive en la isla.

- Mortimer (voz de Bobby Moynihan): Es un monstruo gris azulado que vive en la isla.

- Blanche (voz de Alia Shawkat): Es un monstruo de cuernos marrón que vive en la isla.

- Melvin (voz de Bobby Moynihan): Es un pequeño monstruo anaranjado que vive en la isla.

- Margot (voz de Kimiko Glenn): Es un monstruo morado con alas que vive en la isla.

- Freddie (voz de Cole Sanchez): Es un monstruo azul infantil que vive en la isla.

- Itsadee (voz de Alison Wotchgalef): Es un monstruo rosado con rayas que vive en la isla.

- Sol (voz de Melanie Lynskey): Es un sol con acento neozelandés que es indiferente a quienes lo rodean.

- Luna (voz de Cedric the Entertainer en las primeras 4 temporadas y Stefan Johnson en las últimas 2 temporadas): Es la amigable luna, que es amiga de Oscar y Erizo.

- Jimjams (voz de Bobby Moynihan): Es un pijama rosada que cobró vida gracias a Erizo. Antes de la llegada quedó inerte gracias a Susie.

- Monstruo debajo de la cama (voz de Alfred Molina): Es un monstruo que vive debajo la cama de Erizo.

- Sue Peltzer (voz de Kathleen Wilhoite): Es un elefante antropomórfico y la madre de Oscar.

- Andy Peltzer (voz de Alfred Molina): Es un elefante antropomórfico y el padre de Oscar.

- Saxofón (voz de Elijah Wood): Es un yeti que pasó su etapa de pubertad de su especie.

- Puddle (voz de Ethan Maher): Es un alienígena que está enamorado del rey de su planeta.

- Rey Alien (voz de Sam Lavagnino en las Temporadas 1 a 3 y Dylan Alvarado en la Temporada 6): Es un alienígena que es el rey de su especie.

- Fantasma, el Niño (voz de Caleb McLaughlin en la Temporada 1; Xavier Patterson en las Temporada 5 y 6): Es un fantasma y el exnovio de Betsy. Sus padres son una pareja masculina del mismo sexo.

- Reina Lobezna (voz de Lorraine Bracco): Es la reina de los Hombres Lobo. Por ella, Erizo es una niña lobo.

- Cinnamon Raisin Toast (voz de Alia Shawkat): Es un pan tostado con canela que estudia periodismo.

- Mantequilla Gótica (voz de Alia Shawkat): Es una estudiante de la Escuela de Comida.

- Mamá Monstruina (voz de Brenda Vaccaro): Es la madre de los monstruos, quien al principio esperaba que leguen la monstruosidad.

- Barb Goldberg (voz de Whoopi Goldberg): Es la jefa de los elfos. Tenía un Ex llamado Snoot Goldberg.

- Paulette (voz de Paula Poundstone): Es la dueña del heraldo de Heartforde.

- Georgina (voz de Kate Flannery): Es la dueña de la tienda de Pintura del pueblo de Heartford.

- Skadi (voz de Betsy Sodaro): Es una gigante quien se encarga de golpear nubes, mientras se cumpla el ciclo de las nubes, pero su madre (voz de Jane Lynch) no siente orgullosa del empeño de su hija.

- Bernadette Goldberg (voz de Rachael Dratch): Es la hija menor de Barb Gopher. Tiene 319 años.

- Ethel Goldberg (voz de Wanda Sykes): Es la hija del medio de Barb Gopher. Tiene 321 años.

- Barb Jr. Goldberg (voz de Carol Kan): Es la hija mayor de Barb Gopher. Tiene 323 años.

- Stuart Stewartson (voz de Stephen Root): Es un dragón de 27 años quien es el dueño de la Biblioteca. Entré él y Erizo son enemigos.

- Mallory (voz de Jo Firestone): Es una bruja caimán antropomórfica, ella es una de las pocas brujas que fueron salvadas de olvidarse de su identidad.

- Chet (voz de Kent Osborne): Es un Oso Manchado de pelaje de color morado oscuro con un pelo corto con flequillo y de manchas negras.

- Waylon (voz de Kevin Michael Richardson): Es un Oso Manchado de pelaje de color púrpura y de manchas púrpuras claras.

- Dolly (voz de Fortune Feimster): Es una Osa Manchada de pelaje de color púrpura medio claro con un peinado de cardo de color canela y de manchas negras.

- Carl (voz de Thomas Herpich: Es un Oso Manchado de pelaje de color morado oscuro con un pelo medio largo y de manchas púrpuras.

- Tammy (voz de Roz Ryan): Es una Osa Manchada de pelaje de color púrpura media oscura con un pelo largo de color canela media oscura y de manchas negras.

- Olf (voz de Lauren Lapkus): Es un pequeño tallo que vive en la cima de la montaña alta de la isla.

- Helen (voz de Gaille Heidemann): Es una de las primeras Elfos creadas por Barb. Porta unas bananas, le gusta los musicales, las motos y la buena gramática. Y odia las pasas.

- Patrice (voz de Roz Ryan): Es una de las primeras Elfos creadas por Barb. Porta una flauta, le gusta la física, el buen oyente y la playa.

- Sandy (voz de María Bamford): Es una de las primeras Elfos creadas por Barb. Porta un talonario de recetas, le gusta a los perezosos, las recetas y las películas de acción.

- Rose (voz de Sally Truthers): Es una de las primeras Elfos creadas por Barb. Porta un martillo grande y cree que cepillarse los dientes es una estafa.

- Opie (voz de Aparna Nancherla): Es una bruja perro antropomórfica, de las que fueron traídas a la isla por Susie y Ramona.

- Nancy (voz de Vanessa Chester): Es una de las brujas que fueron traídas a la isla por Susie y Ramona.

- Margaret McCallister[5] (voz de Shirley Henderson): Es la madre de Susie.

- Jack "Poppa Woppa" McCallister[5] (voz de Julian Barratt): Es el padre de Susie.

- Miss Mary (voz de Ashley Jensen): Es la tutora de Susie y Mildred. Ella es dueña de la pensión de Niñas de Maíz Caliente.

- Agatha (voz de Aparna Nancherla): Es una bruja mapache cocodrilo antropomórfica, ella es una de las pocas brujas que fueron salvadas de olvidarse de su identidad.
- Emma: Es una bruja rana antropomórfica, ella es una de las pocas brujas que fueron salvadas de olvidarse de su identidad. Ella es una muda.
- Moonbeam (voz de Quinn Minichino Eakins): Es un alien bufón que se había refugiado hace medio siglo por una buena razón.
- Heater D (voz de Niki Yang): Es una bruja antropomórfica y una de las pocas brujas que fueron salvadas de olvidarse de su identidad.

- Rosie (voz de Niki Yang): Es una bruja ratón antropomórfica, ella es una de las pocas brujas que fueron salvadas de olvidarse de su identidad.

- Sarah (voz de Sarah Lloyd): Es una bruja marmota antropomórfica, ella es una de las pocas brujas que fueron salvadas de olvidarse de su identidad.

- Lucyola (voz de Sunita Mani): Es una bruja perro antropomórfica, ella es una de las pocas brujas que fueron salvadas de olvidarse de su identidad.

## Producción
Esta es la segunda serie original de Cartoon Network creada
exclusivamente por una mujer.

## Transmisión
El maratón de estreno de la serie también se transmitió en Boomerang, el 7 de julio de 2018. El maratón terminó el 9 de julio de 2018 a las 6:00 AM. El maratón de estreno de la serie también se transmitió en Teletoon el 13 de agosto de 2018. Se estrenó en el Reino Unido en el otoño de 2018.

## Episodios
| Temporada         | Temporada | Episodios | Estados Unidos                    | Estados Unidos                    | Latinoamérica                    | Latinoamérica                                                                  | España                          | España                          |
| Temporada         | Temporada | Episodios | Inicio                            | Final                             | Inicio                           | Final                                                                          | Inicio                          | Final                           |
| ----------------- | --------- | --------- | --------------------------------- | --------------------------------- | -------------------------------- | ------------------------------------------------------------------------------ | ------------------------------- | ------------------------------- |
|                   | Cortos    | 2         | Noviembre de 2011                 | 2012                              | —                                | —                                                                              | —                               | —                               |
|                   | Piloto    | Piloto    | 17 de marzo de 2016               | 17 de marzo de 2016               | —                                | —                                                                              | —                               | —                               |
|                   | 1         | 40        | 7 de julio de 2018                | 21 de julio de 2019               | 18 de agosto de 2018             | 1 de diciembre de 2019 (preestreno), 30 de diciembre de 2019 (estreno oficial) | 19 de enero de 2019             | 26 de octubre de 2021 (HBO Max) |
|                   | 2         | 20        | 18 de junio de 2020 (HBO Max)     | 18 de junio de 2020 (HBO Max)     | 5 de agosto de 2021 (HBO Max)    | 5 de agosto de 2021 (HBO Max)                                                  | 26 de octubre de 2021 (HBO Max) | 26 de octubre de 2021 (HBO Max) |
|                   | 3         | 12        | 10 de diciembre de 2020 (HBO Max) | 24 de diciembre de 2020 (HBO Max) | 2 de diciembre de 2021 (HBO Max) | 2 de diciembre de 2021 (HBO Max)                                               | 26 de octubre de 2021 (HBO Max) | 26 de octubre de 2021 (HBO Max) |
|                   | 4         | 13        | 17 de junio de 2021 (HBO Max)     | 17 de junio de 2021 (HBO Max)     | 20 de enero de 2022 (HBO Max)    | 20 de enero de 2022 (HBO Max)                                                  | 6 de agosto de 2022 (HBO Max)   | 6 de agosto de 2022 (HBO Max)   |
|                   | 5         | 15        | 9 de diciembre de 2021 (HBO Max)  | 9 de diciembre de 2021 (HBO Max)  | 19 de mayo de 2022 (HBO Max)     | 19 de mayo de 2022 (HBO Max)                                                   | 1 de julio de 2023 (HBO Max)    | 1 de julio de 2023 (HBO Max)    |
|                   | 6         | 20        | 31 de julio de 2023               | 11 de agosto de 2023              | 25 de agosto de 2023 (HBO Max)   | 25 de agosto de 2023 (HBO Max)                                                 | 12 de agosto de 2023 (HBO Max)  | 12 de agosto de 2023 (HBO Max)  |
| (Cartoon Network) | 6         | 20        |                                   |                                   | 25 de agosto de 2023 (HBO Max)   | 25 de agosto de 2023 (HBO Max)                                                 | 12 de agosto de 2023 (HBO Max)  | 12 de agosto de 2023 (HBO Max)  |

## Premios y nominaciones
| Año  | Premiación                                | Categoría                                 | Nominado(s)               | Resultado |
| ---- | ----------------------------------------- | ----------------------------------------- | ------------------------- | --------- |
| 2016 | AFI Fest                                  | Corto animado Mención especial del jurado | Julia Pott (Por "Piloto") | Ganadora  |
| 2016 | AFI Fest                                  | Cortometraje animado                      | Julia Pott (Por "Piloto") | Nominada  |
| 2017 | Florida Film Festival                     | Mejor cortometraje                        | Julia Pott (Por "Piloto") | Ganadora  |
| 2017 | Provincetown International Film Festival  | Mejor corto animado                       | Julia Pott (Por "Piloto") | Ganadora  |
| 2017 | San Francisco International Film Festival | Mejor película familiar                   | Julia Pott (Por "Piloto") | Ganadora  |
| 2017 | San Francisco International Film Festival | Mejor corto animado                       | Julia Pott (Por "Piloto") | Nominada  |
| 2017 | Festival de Cine de Sundance              | —                                         | Julia Pott (Por "Piloto") | Nominada  |
| 2017 | SXSW Film Festival                        | Corto animado                             | Julia Pott (Por "Piloto") | Nominada  |